# Palaeoapterodytes ictus
Palaeoapterodytes ictus — викопний вид пінгвінів, що існував на межі олігоцену та міоцену.

## Скам'янілості
Вид відомий із сильно зношеної проксимальної частини плечової кістки, що була знайдена у кінці XIX століття в Патагонії.